# Eupithecia richteri
Eupithecia richteri är en fjärilsart som beskrevs av Vardikyan 1954. Eupithecia richteri ingår i släktet Eupithecia och familjen mätare. Inga underarter finns listade i Catalogue of Life.